# Zhang Yimou
Zhang Yimou (čita se: Džang Jimou; Xi'an, 14. studenog 1951.) kineski je filmski redatelj, producent, pisac, glumac, profesor i bivši snimatelj. Smatran ključnom figurom pete generacije kineskih filmaša, debitirao je kao redatelj 1988. filmom „Crvena raž”, koji je osvojio Zlatnog medvjeda na Međunarodnom filmskom festivalu u Berlinu.
Zhang je osvojio brojne nagrade i priznanja, uključujući tri nominacije za Oscara za najbolji film na stranom jeziku za: „Ju Dou” 1990., „Podignite crvenu svjetiljku” 1991. i „Heroj” 2002. Osvojio je: nagradu „Srebrni lav”, dvije nagrade „Zlatni lav” i nagradu „Slava filmašu” na Venecijanskom filmskom festivalu. Također je osvojio: Veliku nagradu žirija, Nagradu ekumenskog žirija i Tehničku veliku nagradu na Filmskom festivalu u Cannesu. Na Međunarodnom filmskom festivalu u Berlinu osvojio je nagrade: Zlatni medvjed, Veliku nagradu žirija Srebrni medvjed i Nagradu ekumenskog žirija. 
Godine 1993. bio je član žirija na 43. Međunarodnom filmskom festivalu u Berlinu. Zhang je režirao ceremonije otvaranja i zatvaranja Ljetnih olimpijskih igara u Pekingu 2008., kao i ceremonije otvaranja i zatvaranja Zimskih olimpijskih igara u Pekingu 2022., koje su dobile značajno međunarodno priznanje.
Jedna od Zhangovih tema koje se ponavljaju je otpornost Kineza u suočavanju s teškoćama i nedaćama, tema koja je istražena u filmovima kao što su: „Živjeti” (1994.) i „Svatko je najvažniji” (1999.). Njegovi su filmovi posebno poznati po bogatoj upotrebi boja, kao što se može vidjeti u nekim od njegovih ranih filmova, poput „Podignite crvenu svjetiljku”, te u njegovim wuxia filmovima poput „Heroja” i „Kuće letećih bodeža”. Njegov film s najvećim budžetom do sada je film o čudovištima iz 2016. „Veliki zid”, smješten u carsku Kinu i s Mattom Damonom u glavnoj ulozi. Godine 2010. Zhang je dobio počasni doktorat na Yaleu, a 2018. dodijeljen mu je počasni doktorat na Sveučilištu Boston. Godine 2022. pridružio se Pekinškoj filmskoj akademiji kao istaknuti profesor.

## Filmografija
- 1988. „Crvena raž”, Zlatni medvjed na Međunarodnom filmskom festivalu u Berlinu
- 1990. „Ju Dou", nominiran za nagradu Oscar
- 1991. „Podignite crvenu svjetiljku”, Srebreni medvjed, nominiran za nagradu Oscar
- 1992. „Priča o Qiu Juu” (Ćiu Đu), Zlatni lav
- 1994. „Živjeti”, nagrada žirija u Cannesu
- 1995. „Šangajska trijada”
- 1997. „Keep Cool”
- 1999. „Svatko je najvažniji”, Zlatni lav
- 1999. „Put do kuće”
- 2000. „Happy Times”
- 2002. „Heroj”, nominiran za nagradu Oscar, nagrada Alfred Bauer
- 2004. „Kuća letećih bodeža”
- 2005. „Usamljeno putovanje od tisuću kilometara”
- 2006. „Prokletstvo krizantema”
- 2009. „Žena, pištolj i rezanci”
- 2010. „Pod stablom gloga”
- 2011. „Cvjetovi rata”
- 2014. „Povratak kući”
- 2016. „Veliki zid”
- 2018. „Sjena”